# Karla Muga
Karla Muga (Rio de Janeiro, 16 de dezembro de 1975) é uma atriz e coach brasileira. Em 2007 mudou-se para Portugal, onde começou a trabalhar como coach para atores iniciantes.

## Filmografia

### Televisão
| Ano  | Título                     | Personagem               | Notas                         |
| ---- | -------------------------- | ------------------------ | ----------------------------- |
| 1990 | Fronteiras do Desconhecido | Diana                    | Episódio: "Um Grito na Noite" |
| 1994 | Pátria Minha               | Celine                   | Episódio: "30 de julho"       |
| 1994 | Quatro por Quatro          | Daniela Marins           |                               |
| 1997 | A Indomada                 | Grampola                 |                               |
| 1998 | Mulher                     | Noelza                   | Temporada 1                   |
| 1998 | Meu Pé de Laranja Lima     | Glória da Silva (Godóia) |                               |
| 1999 | Tiro e Queda               | Carolina Gomes           |                               |
| 2004 | Kubanacan                  | Guadalupe                | Episódio: "16–17 de janeiro"  |
| 2006 | Malhação                   | Profª. Bárbara Ramos     | Temporada 13                  |
| 2014 | Água de Mar                | Bruna Ricciardi          |                               |
| 2016 | A Única Mulher             | Selma                    |                               |

### Cinema
| Ano  | Título                 | Personagem    | Notas          |
| ---- | ---------------------- | ------------- | -------------- |
| 2015 | The Cry from the Woods | Mulher na rua | Curta-metragem |
| 2015 | Cinzento e Negro       | Sônia         |                |
| 2009 | Intruso                | Ana           |                |